# Сэндс, Уилл
Уи́льям Фра́нклин Сэндс (англ. William Franklin Sands; 6 июля 2000, Рай, Нью-Йорк, США) — американский футболист, левый защитник клуба «Нью-Инглэнд Революшн».

## Карьера
В возрасте 10 лет Сэндс присоединился к команде «Нью-Йорк Эс-си», откуда был взят в академию клуба «Нью-Йорк Сити» в 2015 году.
В 2019 году Сэндс поступил в Джорджтаунский университет и начал выступать за университетскую футбольную команду «Джорджтаун Хойас». За три сезона в Национальной ассоциации студенческого спорта сыграл 56 матчей, забил четыре мяча и отдал пять результативных передач. Помог «Хойас» выиграть Кубок колледжей 2019 и два турнира Конференции Big East. В сезоне 2020 был включён в третью символическую сборную Конференции Big East. В сезоне 2021 был включён в первую символическую сборную Конференции Big East, первую символическую сборную восточного региона по версии United Soccer Coaches, первую всеамериканскую символическую сборную стипендиатов по версии United Soccer Coaches и третью всеамериканскую символическую сборную по версии United Soccer Coaches.
В 2021 году также выступал за клуб «Манхэттен Эс-си» в Лиге два ЮСЛ, забив четыре мяча и отдав три результативные передачи в 10 матчах.
21 января 2022 года клуб MLS «Коламбус Крю» подписал контракт с Сэндсом до конца сезона 2023 с опциями продления на сезоны 2024 и 2025 после того, как выкупил его права доморощенного игрока у «Нью-Йорк Сити» за $50 тыс. в общих распределительных средствах с возможной доплатой при условии достижения им определённых показателей. Его профессиональный дебют состоялся 10 апреля в матче MLS Next Pro между «Коламбус Крю 2» и «Филадельфией Юнион II». За первую команду «Коламбус Крю» он дебютировал 19 апреля в матче Открытого кубка США против «Детройт Сити». 22 апреля 2023 года в матче против «Шарлотта» получил разрыв передней крестообразной связки левого колена, из-за чего пропустил оставшуюся часть сезона 2023. По окончании сезона 2023 «Коламбус Крю» задействовал опцию продления контракта Сэндса.
31 июля 2024 года «Коламбус Крю» обменял Сэндса с $600 тыс. в общих распределительных средствах «Нью-Инглэнд Революшн» на Деуана Джонса. За «Революшн» он дебютировал 6 августа в матче группового этапа Кубка лиг 2024 против «Нэшвилла», выйдя на замену в конце второго тайма.
Сэндс привлекался в сборные США до 15 и до 17 лет.
Брат-близнец Уилла — Джеймс, также футболист.

## Достижения
Командные
 «Коламбус Крю 2»
- Чемпион MLS Next Pro: 2022
- Победитель регулярного чемпионата MLS Next Pro: 2022

 «Коламбус Крю»
- Чемпион MLS (обладатель Кубка MLS): 2023

## Статистика выступлений
| Выступление                | Выступление      | Выступление      | Лига | Лига | Плей-офф | Плей-офф | Кубок | Кубок | Континент | Континент | Итого | Итого |
| Клуб                       | Лига             | Сезон            | Игры | Голы | Игры     | Голы     | Игры  | Голы  | Игры      | Голы      | Игры  | Голы  |
| -------------------------- | ---------------- | ---------------- | ---- | ---- | -------- | -------- | ----- | ----- | --------- | --------- | ----- | ----- |
| Коламбус Крю               | MLS              | 2022             | 12   | 0    | —        | —        | 1     | 0     | —         | —         | 13    | 0     |
| Коламбус Крю               | MLS              | 2023             | 7    | 0    | 0        | 0        | 0     | 0     | —         | —         | 7     | 0     |
| Коламбус Крю               | MLS              | 2024             | 6    | 0    | —        | —        | —     | —     | 1         | 0         | 7     | 0     |
| Коламбус Крю               | Итого            | Итого            | 25   | 0    | 0        | 0        | 1     | 0     | 1         | 0         | 27    | 0     |
| Коламбус Крю 2 (фарм-клуб) | MLS Next Pro     | 2022             | 5    | 0    | —        | —        | —     | —     | —         | —         | 5     | 0     |
| Коламбус Крю 2 (фарм-клуб) | MLS Next Pro     | 2024             | 1    | 0    | —        | —        | —     | —     | —         | —         | 1     | 0     |
| Коламбус Крю 2 (фарм-клуб) | Итого            | Итого            | 6    | 0    | —        | —        | —     | —     | —         | —         | 6     | 0     |
| Нью-Инглэнд Революшн       | MLS              | 2024             | 3    | 0    | —        | —        | —     | —     | 2         | 0         | 5     | 0     |
| Всего за карьеру           | Всего за карьеру | Всего за карьеру | 34   | 0    | 0        | 0        | 1     | 0     | 3         | 0         | 38    | 0     |

Источники: Transfermarkt, Soccerway, Football Database EU.